# جاستن بف
جاستن بف (بالإنجليزية: Justin Pugh)‏ هو لاعب كرة قدم أمريكية أمريكي، ولد في 15 أغسطس 1990 في Newtown Township, Bucks County, Pennsylvania ‏ في الولايات المتحدة.

## وصلات خارجية
- جاستن بف على موقع مرجع كرة القدم المحترفة.كوم (الإنجليزية)
- جاستن بف على موقع كلية كرة القدم في سبورتس رفرنس.كوم (الإنجليزية)